# Гейзел (ураган)
Ураган Гейзел – один з найбільш руйнівних і катастрофічних ураганів Атлантичного басейну, який у жовтні 1954 року спричинив жахливі наслідки на Гаїті, призвівши до загибелі близько 1000 осіб, а також зачепив Багами, Гренаду, східне узбережжя США та Канади, загалом спричинивши тяжкі руйнування і забравши життя 1200 людей.  Досягнувши за силою вітру 4-ї категорії за Шкалою Саффіра-Сімпсона, ураган викликав велику припливну хвилю та сильні дощі 
Через величезну кількість жертв урагану, з етичних мотивів було прийняте рішення виключити назву Гейзел зі списку назв ураганів.

## Послідовність подій
5 жовтня 1954 року коло узбережжя Гренади почалось формування тропічного циклону, а вже 11 жовтня ураган Гейзел досягнув Гаїті і, посуваючись на північ, пройшов над територією США та досяг Великих озер, зачепивши територію Канади і викликавши катастрофічне затоплення в місті Торонто. Для Канади це було найбільше стихійне лихо від тропічних циклонів у післявоєнній історії, яке забрало 81 життя, а руйнування від нього були оцінені в 125 млн дол. у тогочасних грошах.

## Людські жертви
| Країна            | Загинуло |
| ----------------- | -------- |
| Гаїті             | ~1000    |
| США               | 95       |
| Канада            | 81       |
| Пуерто-Рико       | 9        |
| Багамські Острови | 6        |
| Всього:           | ~1200    |

## Інше
Прихильники багаторічного мера канадського міста Місісаґа Гейзел Маккаліон назвали її «Ураган Гейзел» за пряму і безкомпромісну позицію.